# Mahabat Maqbara Palace

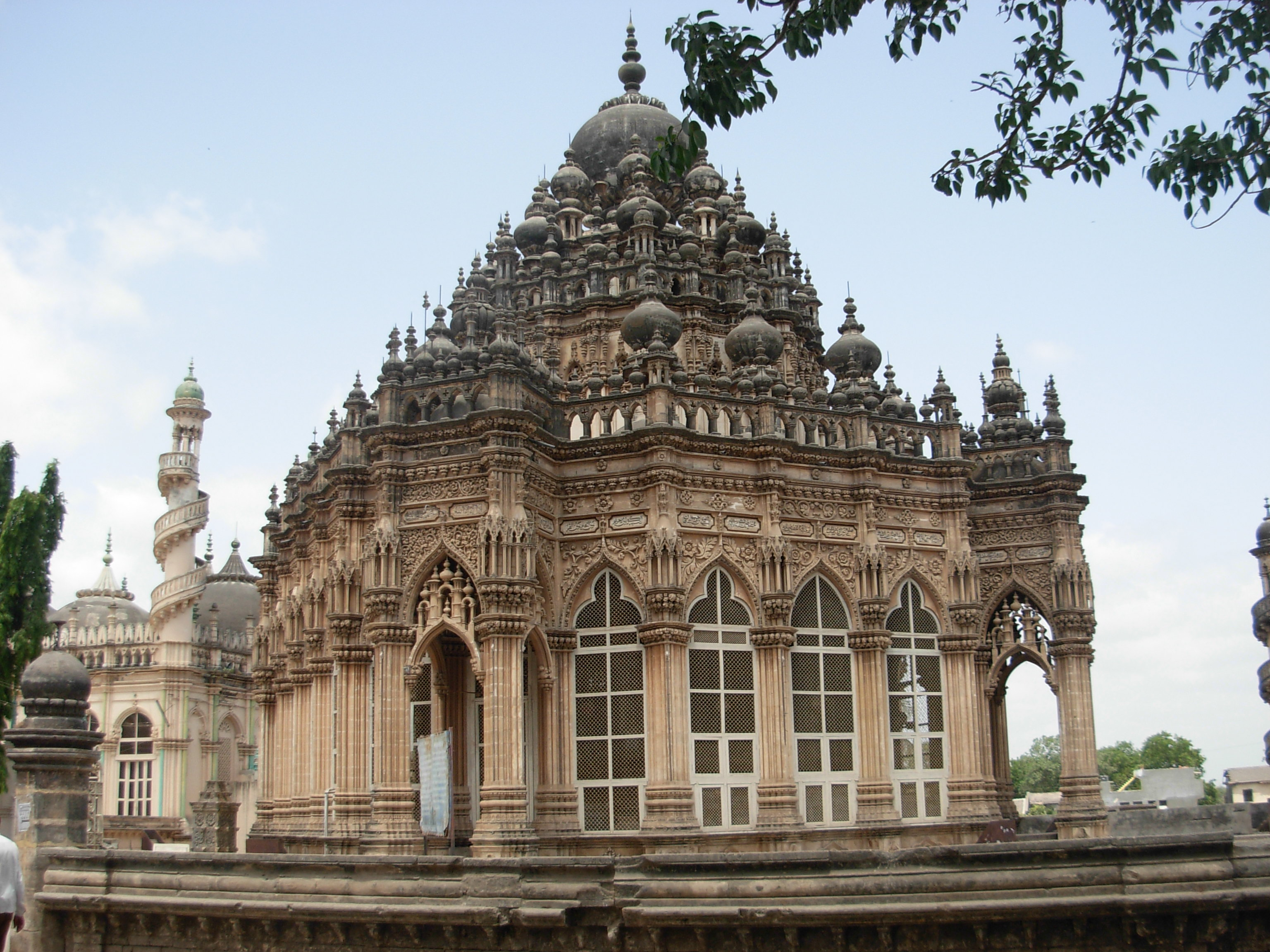
Mahabat-Maqbara-Palace-Komplex (links im Hintergrund die Freitagsmoschee)

Der aus zwei Mausoleen bestehende Mahabat-Maqbara-Palace-Komplex in der Stadt Junagadh im Bundesstaat Gujarat umfasst zwei für Indien außergewöhnliche Bauwerke vom Ende des 19. Jahrhunderts.

## Lage
Die beiden Mausoleen liegen ca. 500 m nördlich der Innenstadt von Junagadh; das am Fuß des Mount Girnar gelegene Uparkot-Fort mit seinen archäologisch interessanten Monumenten ist nur etwa 600 m in südöstlicher Richtung entfernt.

## Geschichte
Das Mausoleum für den Fürsten Mohammad Mahabat Khanji II. (reg. 1851–1882) wurde im Jahr 1878 begonnen und im Jahr 1892 unter seinem Amtsnachfolger fertiggestellt. Dessen Wesir Bahauddin Hussain Bhar ließ für sich in den Jahren 1891 bis 1896 gleich nebenan einen weiteren Grabbau errichten, der durch seine Minarette den Eindruck einer Moschee erweckt. Die in unmittelbarer Nachbarschaft liegende Freitagsmoschee (Jama Masjid) nimmt die Formen der Mausoleen auf.

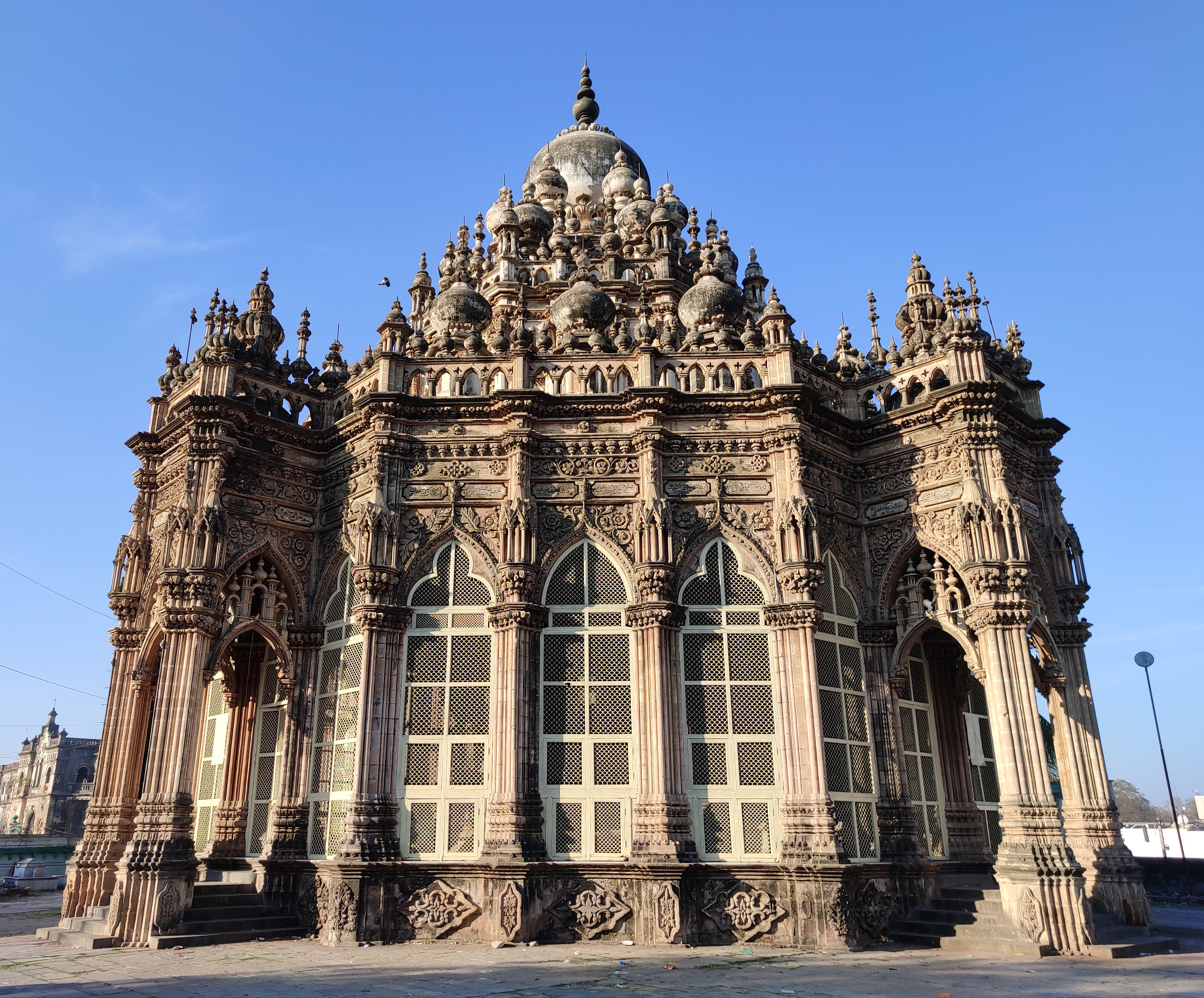
Herrscher-Mausoleum

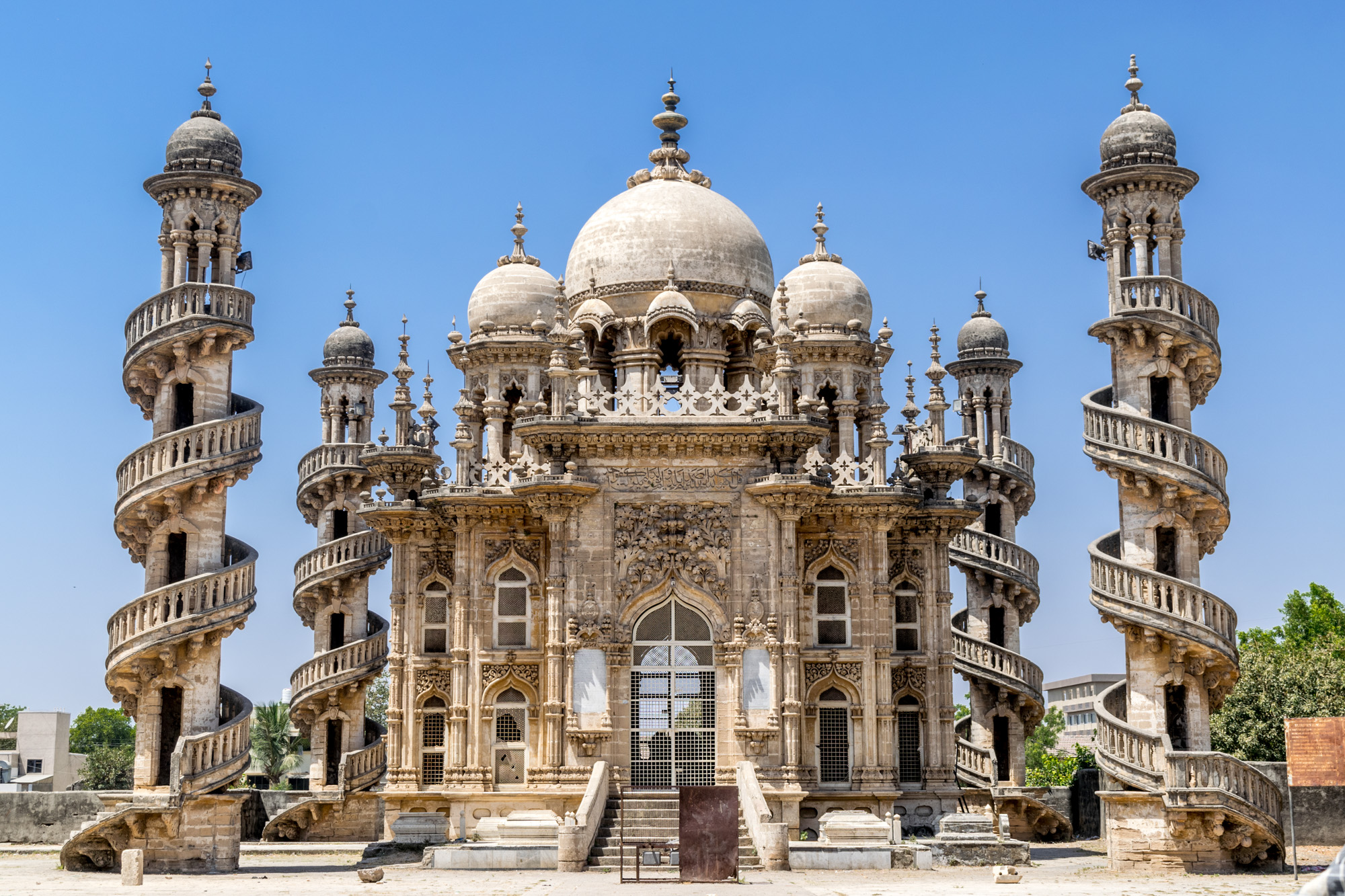
Wesir-Mausoleum

## Architektur
Die beiden Bauten mitsamt der Minarette stehen nicht auf massiven Plattformen, sondern sind gegenüber dem Bodenniveau nur leicht durch einige Treppenstufen erhöht. Im Innern der Bauten stehen nur Kenotaphe; die eigentlichen Grabstätten befinden sich im Erdreich darunter.
Fürsten-Mausoleum (1878–1892)
Das im Grundriss oktogonale und von vier vortretenden Eingangsportalen begleitete Herrscher-Mausoleum zeigt deutliche europäische Einflüsse der Gotik bzw. der Neogotik wie Bündelpfeiler, Spitz- und Kielbögen. Die Dachlandschaft ist dagegen von zahlreichen orientalisch-barock wirkenden gebauchten Kuppeln geprägt.
Wesir-Mausoleum (1891–1896)
Das Wesir-Mausoleum besteht aus einem im Grundriss nahezu quadratischen Zentralbau, der trotz Anlehnungen an die europäische Neogotik insgesamt stärkere Bezüge zu klassisch indischen Mausoleen (vor allem zum Taj Mahal in Agra und zum Bibi-Ka-Maqbara in Aurangabad) aufweist. Hier ist vor allem die Dachlandschaft zu erwähnen, deren Zentralkuppel von Chhatris begleitet wird. Außerdem sind kleine bengalische Dächer zu sehen. Hinzu kommen vier Minarette mit wechselseitig im und gegen den Uhrzeigersinn gewendelten Außentreppen, die jeweils in Architektur-Laternen enden.